# Phantasm III: Lord of the Dead
Phantasm III: Lord of the Dead é um filme de terror produzido nos Estados Unidos, dirigido por Don Coscarelli e lançado em 1994.